# Гроб др Алексе Савића
Гроб др Алексе Савића налази се на брду Хисар код Прокупља.  
Доктор Алекса Савић, министар народног здравља у Влади Краљевине Срба, Хрвата и Словенаца,  је тестаментом написаним 16. јануара 1928. године, десетак дана пре своје смрти, одредио где да буде сахрањен и да му буде подигнут надгробни споменик.
Оставио је средства за подизање надгробног споменика и жељу да буде сахрањен на месту званом Хисар у Прокупљу, међу боровима које је сам са љубављу подизао на том месту, не жалећи труда и схватајући да је у овоме прави интерес вароши Прокупља.
О подизању надгробног споменика и преносу тела, задужени су тестаментом, да се старају прокупачки кафеџија Риста Велић и нишки лекар Др Тихомир Ракић. У случају да они не могу да се старају о извршењу тестамента, задужени би били председник прокупачког првостепеног суда и директор прокупачке гимназије.
Гробница и споменик Др Алексе Савића подигнути су на општинском земљишту, на пола пута до, касније изграђене, задужбине Савићевац.